# Mobiler

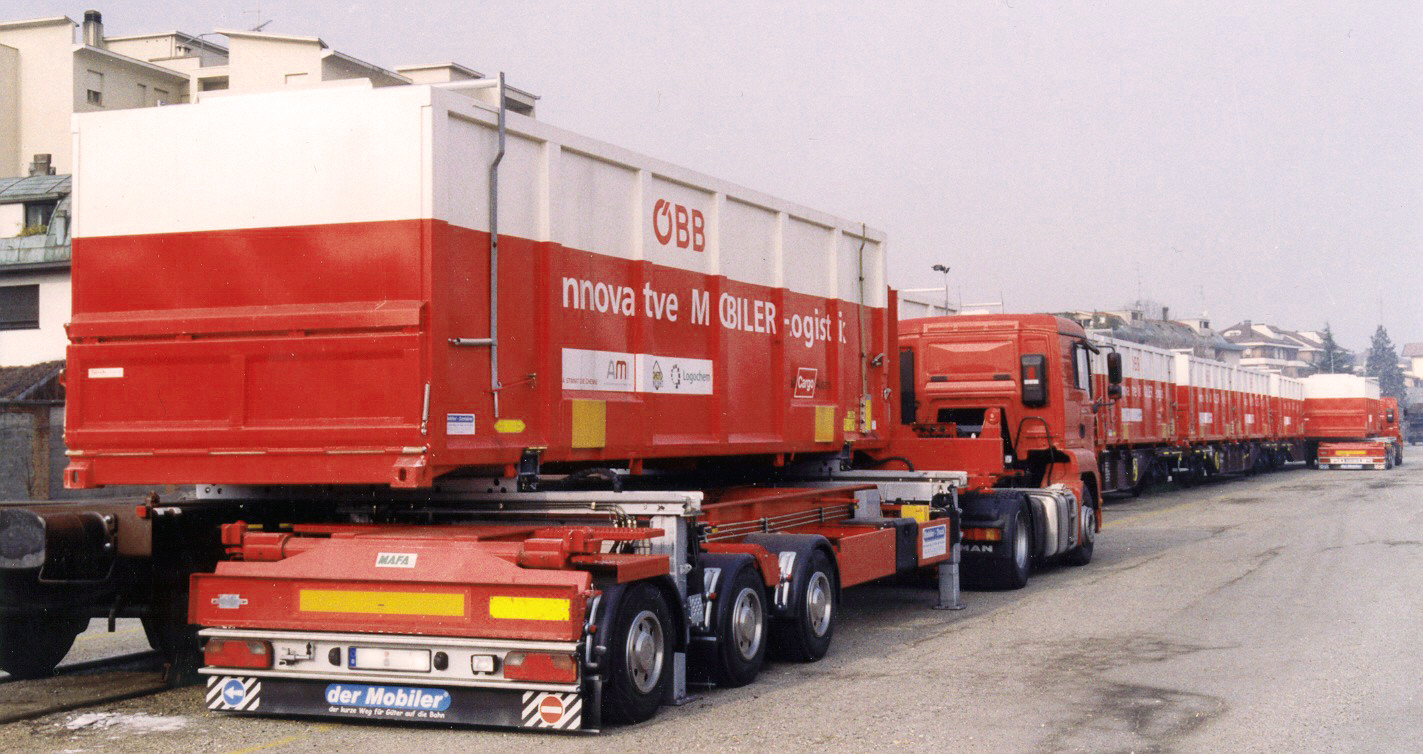
Mobiler-Lkw beim Verladen auf einen Achtachswaggon

Beim Mobiler handelt es sich um ein auf einem Lastkraftwagen montiertes hydraulisches System, das zur Verladung von Wechselbrücken und ISO-Containern (mit Adapter) auf Eisenbahngüterwagen dient. Das System ist somit Teil des kombinierten Verkehrs. Das Besondere an dieser Technik ist, dass der Containerumschlag unabhängig von einer besonderen Infrastruktur oder fremdem Personal direkt am Verladegleis durch den Lkw-Fahrer allein möglich ist.

## Funktionsweise
Der Lkw-Fahrer positioniert sein Fahrzeug auf der Ladestraße parallel zum Verladegleis beziehungsweise dem zu be-/entladenen Waggon. Jetzt kann der Fahrer mittels Fernbedienung für den Mobiler einen geladenen Container auf den Waggon oder einen Container vom Waggon auf die Ladefläche verladen. Es kann nahezu überall rasch und unkompliziert von einer einzigen Person ohne fremde Hilfe umgeschlagen werden. Die Bewegung ist dabei anders als beim Containerterminal ausschließlich horizontal. Grundvoraussetzung für diesen Transport ist ein geeigneter Bahnhof oder auch ein Anschlussgleis, mit festem Untergrund (muss nicht asphaltiert sein).

## Entwicklung und Geschichte

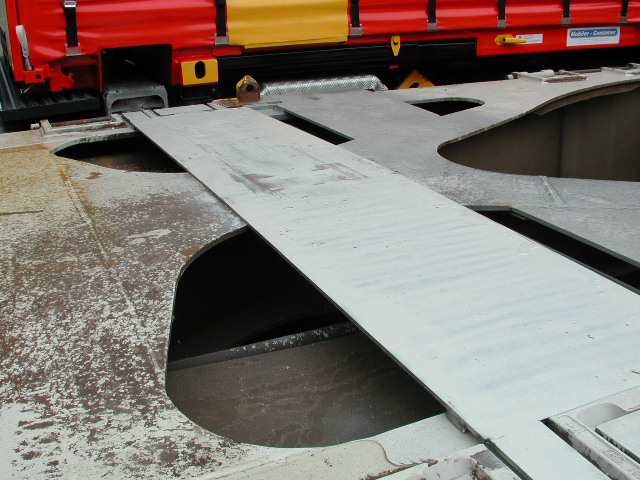
Mobilerblech

Erfunden wurde der Mobiler 1995 von Wolfgang Bermüller. Bereits 1997 wurden die ersten Mobiler-Lkw in der Schweiz eingesetzt. 1999 ging Wolfgang Bermüller eine Kooperation mit der Firma Palfinger-Hebetechnik GmbH (heute: Palfinger Europe GmbH) ein, die die Produktion des Mobilers übernahm. 2001 unterzeichnete Palfinger einen Kooperationsvertrag mit der Rail Cargo Austria (RCA), die nach einem erfolgreichen Pilotversuch mit der Brauerei Stiegl die Vermarktung des Mobilers übernahm. Bei der RCA entwickelte sich der Mobiler vom Pilotprojekt zum eigenen Geschäftsfeld im Bereich Intermodal und gewann mehrere Logistik- und Innovationspreise. Die Zahl der Kunden vergrößerte sich und so konnte die Transportmenge von 25.000 t im Jahr 2002 auf 419.000 t  im Jahr 2007 um ein Vielfaches gesteigert werden.
Mit Stand 2016 zählen die RCA im Geschäftsfeld Mobiler über 800 Behälter zu ihrem Equipment, mit welchem knapp eine Million Tonnen unterschiedlichster Güter transportiert werden: Palettierte Ware in Planenwechselbehältern, Flüssigkeiten und Gefahrgut in Tankcontainern, leichte Schüttgüter, Baustoffe und pulverförmige Schüttgüter wie Dünger oder Kunststoffgranulate in Schüttgutbehältern. Mit der Mengensteigerung kam auch der wirtschaftliche Erfolg. Der Mobiler wird von seinem Hersteller heute KV-Roller genannt.

## Vorteile der Mobiler-Logistik
- Es müssen geringere Transportwege auf der Straße zurückgelegt werden, wodurch in Zeiten steigender Dieselpreise nicht nur die Umweltbelastung, sondern auch die Kosten sinken.
- Ermöglicht Unternehmen ohne Anschlussgleis einfacheren Bahntransport. Dadurch können Verkehre auf die Schiene verlagert werden, die sonst via Lkw durchgeführt werden würden.
- Die Mobiler-Technologie kombiniert die Massenleistungsfähigkeit der Schiene mit der Flexibilität des Lkw und ist deshalb auch für die Bahnen wirtschaftlich Interessant.
- Der flexible Vor- und Nachlauf durch den Mobiler-Lkw begünstigt die Bildung von Rundläufen und Dreiecksverkehren auf der Schiene.